# Редешень
Редешень, Редешені (рум. Rădășeni) — село у повіті Сучава в Румунії. Адміністративний центр комуни Редешень.
Село розташоване на відстані 337 км на північ від Бухареста, 20 км на південь від Сучави, 106 км на захід від Ясс.

## Населення
За даними перепису населення 2002 року у селі проживали 2826 осіб, з них 2824 особи (99,9%) румунів. Усі жителі села рідною мовою назвали румунську.